# El amor es más frío que la muerte
El amor es más frío que la muerte es el primer largometraje de Rainer Werner Fassbinder. La historia, estilísticamente basada en una película de gánsteres, se rodó en Múnich en abril de 1969 en sólo 24 días. Los costes de producción de la película en blanco y negro ascendieron a unos 95.000 marcos alemanes. El estreno fue el día 26 de junio de 1969 en la Berlinale, y el estreno en cines el 16 de enero de 1970; el ARD mostró la película por primera vez en televisión el 18 de enero de 1971.  Hanna Schygulla interpretó a la protagonista femenina, el primero de muchos papeles futuros en las películas de Fassbinder.

## Trama
Franz, un proxeneta de Múnich, no quiere trabajar para el sindicato criminal. Le gusta mucho el elegante y atractivo Bruno, que trabaja en secreto para los gánsteres. Franz no tiene idea de que el sindicato ha puesto a Bruno sobre su pista. Se supone que debe involucrarlo en crímenes, que luego sirvan como medio para que el sindicato involucre a Franz. Un día Bruno va a Múnich, pero no encuentra a Franz en la dirección indicada, pero lo descubre en la calle cuando le pregunta por Joanna, la novia de Franz, que trabaja para él. Franz se esconde de un turco que lo acusa de haber matado a su hermano. Bruno le ofrece a Franz la solución del problema. Los tres, Franz, Joanna y Bruno, se ponen en marcha. Consiguen gafas de sol y pistolas. Al salir, Bruno le dispara al traficante de armas. Bruno le dispara al turco en un café y luego a la camarera, así como a un policía en las afueras de la ciudad que les exige identificarse. Franz incluso quiere compartir a Joanna con Bruno. Cuando Joanna se ríe del gánster durante su primer intento de acercarse a ella, Franz la abofetea. Cuando ella le pregunta por qué hizo eso, Franz solo responde que Bruno era su amigo del que ella se reía. Cuando ella le pregunta “¿Y yo?”, él responde categóricamente: “¿Tú? ¡Me amas de todos modos!
La policía sospecha que Franz ha cometido los asesinatos y lo interroga. Sin embargo, dado que carece de pruebas, deben dejarlo ir nuevamente.
Joanna, que encuentra aterrador al asesino sin escrúpulos Bruno (él también mató a un pretendiente que había aparecido inesperadamente en casa de Joanna después de que Franz hubiera golpeado al hombre), revela el último golpe de los dos -un robo de banco- a la policía por miedo a Franz y también por ciertos celos. Bruno, a su vez, planea que un sicario del sindicato le disparara a Joanna durante el ajetreo y el bullicio del atraco. Cuando Bruno apunta con una metralleta falsa a la policía, esta abre el fuego y Bruno recibe un disparo. Franz y Joanna escapan de la policía con Bruno muerto en el coche, cuyo cuerpo Joanna empuja fuera del vehículo mientras conduce.

## Elenco
- Ulli Lommel – Bruno
- Rainer Werner Fassbinder – Franz
- Hanna Schygulla – Joanna
- Katrin Schaake – Mujer en el tren
- Liz Soellner – Vendedora de periódicos
- Gisela Otto – Prostituta
- Ursula Strätz – Prostituta
- Monika Stadler – Moza
- Hans Hirschmüller – Peter
- Les Olvides – Georges
- Peer Raben – Jürgen
- Howard Gaines – Raoul
- Peter Moland – Interrogador
- Kurt Raab – Detective
- Peter Berling – Vendedor de armas
- Anastassios Karalas – Turco

## Producción
Fassbinder rodó la película en localizaciones originales. Para las tomas exteriores se utilizó un suburbio de Múnich.  El recorrido nocturno por las calles de Landsberger Straße estuvo a cargo de Jean-Marie Straub, se trata de una escena no utilizada de la producción de su cortometraje Der Bräutigam, die Komödiantin und der Zuhälter, realizado con Fassbinder como actor. 
El mobiliario empleado es extremadamente escaso. Paredes blancas, una mesa, una silla, habitaciones casi sin muebles y planos de cámara casi dolorosamente largos son típicos de esta película de gánsteres.
Ulli Lommel se encargó del diseño de la película junto con Rainer Werner Fassbinder. Katrin Schaake también trabajó en el guion y ayudó en la edición. Otros actores también tuvieron múltiples roles. Peer Raben aparece en los créditos iniciales con el nombre más frecuente como responsable de la música y como actor con la abreviatura de su nombre real (Wilhelm Rabenbauer). 
El 19 de agosto de 1969, El amor es más frío que la muerte recibió inicialmente una clasificación FSK para mayores de 18 años (hoy: 16 años en adelante). 

### Música
Peer Raben dijo en una entrevista con Juliane Lorenz; "En El amor es más frío que la muerte hablamos de la música antes de escribir el guion. Fassbinder supo describir exactamente cómo debería ser estilísticamente la película y la música debería respaldar eso. Ya era posible proponer ideas para la música. Fassbinder dio palabras clave como: Las habitaciones en las que se desarrolla la película deben parecer muy frías, luminosas, más que luminosas. La luz debe eclipsar a todo lo demás, de modo que todas las personas que actúan en las habitaciones desaparezcan porque son desplazadas por la luz que entra por las ventanas. Pude empezar algo de inmediato.(...) ''¿Fassbinder hizo sugerencias él mismo (...)?'' A menudo trabajaba con ejemplos para que él pudiera imaginar algo. Por suerte sabía mucha música." 
La banda Element of Crime lanzó una canción llamada Liebe ist kälter als der Tod  en septiembre de 2014 y explicó la referencia a la película en presentaciones posteriores. 

### Cámara
Dietrich Lohmann en una entrevista con Juliane Lorenz: "Por supuesto, hablamos mucho sobre la estética cinematográfica. En aquella época era muy popular la Nouvelle Vague, el llamado Film noir, en blanco y negro y muy atmosférico. Intentamos imitar eso muy a menudo, especialmente al principio, con El amor es más frío que la muerte, Götter der Pest y Der amerikanische Soldat. En algunos casos esto funcionó bastante bien." 

### Colaboradores
Fassbinder rodó con actores con los que había trabajado durante un año en el 'Action Theatre' y, tras su disolución, en el antiteatro.  Si bien Irm Hermann ya había aparecido en sus cortometrajes anteriores Der Stadtstreicher y Das kleine Chaos, por primera vez aparecieron muchos actores que luego habrían de hacerlo en muchas otras películas de Fassbinder, en particular Hanna Schygulla, Ingrid Caven, Ulli Lommel, Kurt Raab, Hans Hirschmüller, Katrin Schaake, Hannes Gromball y Rudolf Waldemar Brem. Con esta película comenzó también la colaboración a largo plazo con Peer Raben (música) y Dietrich Lohmann (cámara).

### Título, dedicación y referencias
Cuando se estrenó en Berlín, el título de la película era Kälter als der Tod (Más frío que la muerte), y cuando se estrenó la versión teatral, el título era Liebe – kälter als der Tod (Amor, más frío que la muerte). 
La película comienza con una dedicatoria a los directores Claude Chabrol, Eric Rohmer, Jean-Marie Straub y “Lino et Cuncho”.
"Lino y Cuncho" hace referencia a los personajes principales del wéstern Yo soy la revolución de Damiano Damiani, interpretado por Lou Castel y Gian Maria Volonté. Si se escriben correctamente se llaman “Niño” y “Chuncho”.   Fassbinder comentó en una entrevista de 1969:  "Cuando vi Kill Amigo con Ulli Lommel en invierno, decidimos hacer una película juntos: Más frío que la muerte ".   El motivo de Franz para abofetear a Joanna “Porque te reíste de Bruno, y Bruno es mi amigo” es una referencia a la frase de Chuncho “Intentó matar al Niño, y el Niño es mi amigo”. 
Fassbinder explicó en 1969 los motivos de la dedicación del director: “ Chabrol, como yo, lucha por el cambio social empezando desde abajo, analizando los sentimientos. Aprendí de Straub cómo se puede desarrollar estilísticamente una película y adopté sus teorías. La película de Rohmer Le Signe du Lion me impresionó especialmente.” 
En 1968, Fassbinder apareció en el cortometraje de Jean-Marie Straub Der Bräutigam, die Komödiantin und der Zuhälter, al igual que Hanna Schygulla, Irm Hermann, Peer Raben y Rudolf Waldemar Brem.  Straub sólo había hecho tres películas que Fassbinder conocía, el cortometraje Machorka-Muff (1962) basado en Heinrich Böll, Not Reconciled o Only Violence Helps Where Violence Rules (1965) basado en “ Billard a las diez y media ” de Heinrich Böll y Chronicle. de Anna Magdalena Bach (1968). Cuando el sindicato llama a Bruno en El amor es más frío que la muerte, descubren que su apellido es Straub.
La obra debut de Rohmer El signo del león, citada por Fassbinder, es considerada una de las obras más importantes de la Nouvelle vague francesa. A pesar del final feliz, el drama parecido a un diario de una existencia de dos meses de Clochard no transmite un alegre optimismo sobre la vida, sino que más bien proporciona un frío registro analítico del declive social. En abril de 1969, Fassbinder pudo conocer también tres de los cuentos morales de Rohmer: el cortometraje El panadero de Monceau (1962), La carrera de Suzanne (1963) y El coleccionista (1967). La camarera asesinada por Bruno en El amor es más frío que la muerte se llama Erika Rohmer.
En El amor es más frío que la muerte, Franz (Fassbinder) menciona la película de Hitchcock Psicosis (1960) mientras roba gafas en los grandes almacenes: “Estoy buscando unas gafas redondas como las que llevaba el policía en Psicosis, ¿verdad? Entonces el que vino al auto de Janet Leigh ”.  “Si algún día quieres hacer películas locas como las de Hitchcock, realmente tienes que ser capaz de dominar tu oficio. Después de todo lo que he aprendido hasta ahora, lo que más tengo es la necesidad de perfección técnica”. (Fassbinder en una entrevista, 1973) 
Según Ulli Lommel, poco antes de empezar el rodaje, Fassbinder le envió a comprarse un sombrero, un abrigo y unas gafas de sol como las que lleva Alain Delon en El ángel helado de Jean-Pierre Melville. La película se estrenó el día 13. Estrenada en los cines alemanes en junio de 1968. Fassbinder también le decía a menudo a Lommel que se inspiró en la película de Melville El amor es más frío que la muerte. 

### El nombreFranz Walsch
Fassbinder utilizó el seudónimo de "Franz Walsch" como editor de cine. El personaje que interpreta también se llama “Franz”, cuando el sindicato lo detiene, conocemos brevemente su apellido: Walsch. También utilizó el seudónimo en sus dos cortometrajes anteriores Der Stadtstreicher 1966 y Das kleine Chaos 1967 (“Director y guion: Franz Walsch”), así como para su trabajo de edición en otras películas. En su siguiente película (Götter der Pest, 1969) volvió a nombrar al personaje principal Franz Walsch. El primer nombre proviene del personaje Franz Biberkopf de la novela Berlin Alexanderplatz de Döblin, y el nombre Walsch hace referencia al director Raoul Walsh. 

## Fassbinder sobre la película
Fassbinder comentó sobre las figuras de su película: "Son personas que, para poder vivir lo que les parece digno de vivir, simplemente se ponen en roles que en realidad no les corresponden. Por supuesto, esto es algo triste o algo también hermoso." 
En una entrevista con Ingeborg Weber Fassbinder aclaró su punto de vista: "Sin amor no habría violencia. La violencia surge del abuso del amor, unmor que siempre exige propiedad, amor que es más frío que la muerte. ''¿No hay, como dicen, sentimientos reales?'' Mi película es una película contra los sentimientos. Porque creo que se puede abusar de todos los sentimientos y, de hecho, se abusa de ellos (...) Alguien como Bruno, que actúa, que hace política para el sindicato, fracasa inevitablemente por los sentimientos de los demás. ''¿Generalizarías también esta hipótesis?'' Sí. Cualquiera que intente hacer política como lo ha hecho antes fracasará. Si quieres cambiar las cosas, no basta con desarrollar la conciencia. En primer lugar, debes evitar la explotación de los sentimientos en tu ámbito personal. "
En una entrevista con Joachim von Mengershausen Fassbinder también se refirió al tema: "En mi película no debería darse el caso de que los sentimientos que la gente ya tiene sean devorados o absorbidos, sino que la película debería crear otros nuevos (...). Por eso hice las escenas del crimen y del homicidio lo más convencionales posible, para que simplemente pasaran de largo. Con esto se pretende mostrar que la criminalidad no se debe a robos y asesinatos, sino más bien a que las personas son educadas para tener relaciones entre sí como estas personas, y que simplemente son incapaces de comprender sus relaciones." Así como: "Mi objetivo es que el público que vea esta película examine sus propios sentimientos privados. Sí, de eso se trata para mí, de nada más en esta película. Lo encuentro más agresivo y activo políticamente o políticamente que si muestro a la policía como los grandes opresores." E igualmente en una cita de Wilhelm Roth: "Lo que queda después de haber visto esta película no es que alguien asesinó a seis personas aquí, que hubo algunos muertos aquí, sino que aquí había gente pobre que no podía hacer nada por sí misma, que simplemente fueron puestos así. tal como están y a quienes no se les ha dado ninguna oportunidad -no queremos llegar tan lejos- que simplemente no las tienen, que simplemente no tienen ninguna oportunidad." 
Fassbinder comentó la tesitura del público cuando la obra fue presentada: "La película se proyectó en la Berlinale, la reacción: fue silbada increíblemente mal e insultada como diletantismo y basura, etc. (...) Fue tal agresión por parte de la gente de allí, fue realmente increíble (...) Porque es tan completamente diferente (...), te molesta." 

## Reseñas
El Lexikon des internationalen Films opinó: "Temáticamente basada en películas de género americanas, estilísticamente orientada hacia Straub, pero extremadamente peculiar primer largometraje de Fassbinder. Las imágenes son clínicamente brillantes, los fondos son ostentosamente desnudos y las tomas duran provocativamente. El entorno del inframundo de Múnich se asemeja a un campo experimental artificial en el que los personajes se encuentran desoladamente aislados. Vale la pena verlo como un documento cinematográfico." 
Peter Handke en Die Zeit juzgó la obra de forma negativa: "El director se había propuesto hacer una película melancólica. En otra ocasión probablemente querría hacer una película divertida. Eso era todo: se quería la melancolía, y los medios para ilustrarla tampoco eran adecuados: tanto la cita de personajes de otras películas (Lommel Alain Delon de la sobrevalorada El silencio de un hombre) como la disposición de las Imágenes en sí mismas y entre sí: figuras que lentamente entran en la imagen con el perfil mirando al espectador, caminan a lo largo de una pared desnuda a través de la imagen y desaparecen nuevamente de la imagen, mirando a la cámara frente a las mismas paredes desnudas. La geometría amanerada de la gente le da a la película una falsa sensación de tierra de nadie, la desnudez de las paredes, la inercia y el sonambulismo de los personajes, que parecen influenciados por la cámara, recuerdan las disposiciones de las películas existencialistas de ciencia ficción." 
Joachim von Mengershausen, Süddeutsche Zeitung, hizo un análisis extenso de la obra" De los cinco largometrajes de Rainer Werner Fassbinder hasta la fecha, su primera película, El amor es más frío que la muerte, rodada hace casi un año, es la más radical y la más inflexible con respecto a la costumbres de la industria del cine [sic]. Y al mismo tiempo, como si estuviera lleno de un anhelo secreto por sus posibilidades, está relacionado con esta industria, incluso obsesionado con ella.
Al mismo tiempo, se presenta como una obra de arte esotérica que olvida todo lo que la rodea, niega sus orígenes, sus vínculos con el cine y, sin embargo, está indisolublemente ligada al género de las películas de gánsteres , cuyas leyes ya cumple meticulosamente. Aparentemente despreocupado por la historia, encadena imágenes frías y sin emociones en las que figuras reducidas a esquemas se mueven lentamente, aparentemente sin vida, impulsadas por motivos enigmáticos e inescrutables, y sin embargo, tiene la historia por encima de todo en mente, incluso si se mueve oculta. más que comunicada en unos breves gestos y frases, una story que, como comúnmente las stories, también aclara los motivos y da individualidad a los personajes. (...) Pero como la historia no cae en tus manos como suele ocurrir en el cine, y hay que esperarla, prestando atención a cada palabra, a cada movimiento, por sutil que sea, la sensibilidad aumenta bajo este esfuerzo y con él la capacidad de pensar. Y bajo una mirada tan aguda, estas imágenes frías y esotéricas pierden su brillo y estas figuras, estilizadas en esquemas, pierden su extraña artificialidad. La pura miseria como factor determinante se hace evidente.(...)
Sobre El amor es más frío que la muerte se dijeron y escribieron muchas cosas malas o al menos incomprensibles durante su presentación en el Festival de Cine de Berlín del año pasado. Y eso no es sorprendente. Porque esta película, realizada con un presupuesto que, según los cálculos de otras películas, bastaría para la categoría “propinas y otros”, no oculta sus malas condiciones de producción, pero aun así compite con las películas sobrantes y pretende su mercado encaja en el género cinematográfico de gánsteres, fácilmente comercializable, sin cumplir ni remotamente los estándares que la industria ha fijado para películas de este tipo y que desde hace tiempo son aceptados como vinculantes por el público. Aunque El amor es más frío que la muerte ofrece todos los ingredientes característicos de este tipo de película, como sexo, asesinato, peleas brutales y el gran golpe, no se presenta como debería, de forma sensacionalmente perfecta y provocativa. Emocional, no hace mucha diferencia; Algunas de las brutalidades no son visibles en absoluto, ocurren fuera de la imagen, otras que son visibles parecen un poco insignificantes y ciertamente no dramáticas.
[...] El amor es más frío que la muerte es, por así decirlo, más bien un producto artesanal, inconscientemente bien alineado con los estándares de la industria, pero casi obligado a ser sincero por sus miserables condiciones de producción, que corresponden a las condiciones, entre quienes sus protagonistas no logran ser otra cosa que “gente pobre”. 

## Premios
Según Daniel Schmid, la presentación del El amor es más frío que la muerte en la Festival Internacional de Cine de Berlín en el verano de 1969 inicialmente fue “completamente fallida [...], según el lema: La película completamente equivocada en el lugar completamente equivocado , en resumen, cayó totalmente afuera.” 
Sólo después de la producción de otras dos películas de Fassbinder en el mismo año, El amor es más frío que la muerte fue co-premiado en dos categorías en el Deutscher Filmpreis en la Berlinale de 1970:
Las mujeres del conjunto antíteatro recibieron el premio a la mejor interpretación por sus ipapeles en las películas de Fassbinder realizadas en 1969: El amor es más frío que la muerte, Katzelmacher y Götter der Pest. El premio a la mejor fotografía para Dietrich Lohmann fue para cuatro películas: las tres películas de Fassbinder de 1969 y Ein großer graublauer Vogel de Thomas Schamoni, estrenada en la Berlinale de 1970.  

## Legado
- 1990: El grupo musical de Leipzig Love Is Colder Than Death toma su nombre de esta película. [29]
- 2007: René Pollesch nombró una obra de teatro en el Teatro Estatal de Stuttgart basándose en el título de la película. Liebe ist kälter als das Kapital (El amor es más frío que el capital ). [30]
- 2012-2013:  Liebe ist kälter als das Kapital – Eine Ausstellung über den Wert der Gefühle (El amor es más frío que el capital - Una exposición sobre el valor de los sentimientos) fue el nombre de una exposición colectiva de 16 artistas en la Kunsthaus Bregenz basada en la obra de Pollesch y la película de Fassbinder. [31]
- 2014: Una canción de Elemento del Crimen. [32]